# Tau del Bover b
Tau del Bover b, ocasionalment catalogat com a Tau del Bover Ab, és un planeta extrasolar a aproximadament 50 anys llum de la Terra, a l'estrella primària del Sistema Tau Boötis en la constel·lació del Bover.